# Velika nagrada Valentina 1935
Velika nagrada Valentina 1935 je bila neprvenstvena dirka za Veliko nagrado v sezoni 1935. Odvijala se je 7. julija 1935 v torinskem parku Valentino. 

## Rezultati

### Prva preddirka
Odebeljeni dirkači so se uvrstili v finale.
| Poz | Št | Dirkač                  | Moštvo                     | Dirkalnik        | Krogi | Čas/Odstop   | Št. m. |
| --- | -- | ----------------------- | -------------------------- | ---------------- | ----- | ------------ | ------ |
| 1   | 2  | Mario Tadini            | Scuderia Ferrari           | Alfa Romeo P3    | 20    | 42:21,8      | 1      |
| 2   | 14 | Giuseppe Farina         | Scuderia Subalpina         | Maserati 6C-34   | 20    | 31,8 s       | 3      |
| 3   | 50 | Piero Taruffi           | Automobiles Ettore Bugatti | Bugatti T59      | 20    | +57,2 s      | 2      |
| 4   | 56 | Carlo Laredo de Mendoza | Privatnik                  | Alfa Romeo Monza | 20    | +1:31,8      | 6      |
| 5   | 44 | Gino Cornaggia Medici   | Privatnik                  | Alfa Romeo Monza | 20    | +1:32,2      | 4      |
| Ods | 32 | Edoardo Teagno          | Privatnik                  | Alfa Romeo Monza | 18    | Dovod goriva | 5      |
| Ods | 38 | Renato Danese           | Privatnik                  | Alfa Romeo Monza | 1     | Menjalnik    | 7      |

- Najhitrejši krog: Mario Tadini - 2:02,4

### Druga preddirka
Odebeljeni dirkači so se uvrstili v finale.
| Poz | Št | Dirkač              | Moštvo             | Dirkalnik        | Krogi | Čas/Odstop | Št. m. |
| --- | -- | ------------------- | ------------------ | ---------------- | ----- | ---------- | ------ |
| 1   | 10 | Carlo Felice Trossi | Scuderia Ferrari   | Alfa Romeo P3    | 20    | 42:30,4    | 1      |
| 2   | 4  | Carlo Pintacuda     | Scuderia Ferrari   | Alfa Romeo P3    | 20    | +11,4 s    | 2      |
| 3   | 20 | Eugenio Siena       | Scuderia Subalpina | Maserati 6C-34   | 20    | +21,2 s    | 3      |
| 4   | 52 | Ferdinando Barbieri | Privatnik          | Maserati 4CM     | 20    | +24,6 s    | 6      |
| 5   | 34 | Giuseppe Tuffanelli | Privatnik          | Maserati 4CM     | 20    | +31,0 s    | 5      |
| 6   | 28 | Luigi Pages         | Privatnik          | Alfa Romeo Monza |       |            | 4      |
| 7   | 40 | Giacomo Clerici     | Privatnik          | Maserati 4CM     |       |            | 7      |
| Ods | 46 | Emilio Romano       | Privatnik          | Bugatti T51      | 10    |            | 8      |

- Najhitrejši krog: Carlo Felice Trossi - 2:02,6

### Tretja preddirka
Odebeljeni dirkači so se uvrstili v finale.
| Poz | Št | Dirkač            | Moštvo                      | Dirkalnik        | Krogi | Čas/Odstop | Št. m. |
| --- | -- | ----------------- | --------------------------- | ---------------- | ----- | ---------- | ------ |
| 1   | 6  | Tazio Nuvolari    | Scuderia Ferrari            | Alfa Romeo P3    | 20    | 42:25,6    | 1      |
| 2   | 8  | Antonio Brivio    | Scuderia Ferrari            | Alfa Romeo P3    | 20    | +6,0 s     | 2      |
| 3   | 24 | Renato Dusio      | Scuderia Subalpina          | Maserati 8CM     | 20    | +3:27,4    | 3      |
| 4   | 54 | Gino Rovere       | Scuderia Subalpina          | Maserati 4CM     | 20    | +4:36,6    | 7      |
| 5   | 12 | Giacomo Carpegna  | Privatnik                   | Maserati 4CM     |       |            | 8      |
| Ods | 36 | Renato Balestrero | Gruppa Genovese San Giorgio | Alfa Romeo Monza |       |            | 6      |
| Ods | 48 | Giorgio Conter    | Privatnik                   | Alfa Romeo Monza |       |            | 5      |
| Ods | 30 | Felice Bonetto    | Scuderia Subalpina          | Maserati 8CM     |       |            | 4      |

- Najhitrejši krog: Tazio Nuvolari - 2:02,0

### Niso štartali (DNS) ali se udeležili dirke (DNA)
Navedeni so posebej, ker ni znano, v kateri od preddirk bi naj nastopili.
| Št | Dirkač            | Moštvo               | Dirkalnik      |
| -- | ----------------- | -------------------- | -------------- |
| 16 | Pietro Ghersi     | Scuderia Subalpina   | Maserati 6C 34 |
| 18 | Ippolito Berrone  | Scuderia Subalpina   | Maserati 4CM   |
| 22 | Goffredo Zehender | Officine A. Maserati | Maserati 6C 34 |
| 42 | Filippo Ardizzone | Privatnik            | Delage 15S8    |
| 58 | Ettore Mariano    | Privatnik            | Bugatti T35B   |
| 60 | Ugo Puma          | Privatnik            | Maserati 4CM   |

### Finale
| Poz | Št | Dirkač              | Moštvo                     | Dirkalnik      | Krogi | Čas/Odstop | Št. m. |
| --- | -- | ------------------- | -------------------------- | -------------- | ----- | ---------- | ------ |
| 1   | 6  | Tazio Nuvolari      | Scuderia Ferrari           | Alfa Romeo P3  | 30    | 1:03:51,2  | 1      |
| 2   | 8  | Antonio Brivio      | Scuderia Ferrari           | Alfa Romeo P3  | 30    | +7,2 s     | 4      |
| 3   | 4  | Carlo Pintacuda     | Scuderia Ferrari           | Alfa Romeo P3  | 30    | +43,0 s    | 5      |
| 4   | 14 | Giuseppe Farina     | Scuderia Subalpina         | Maserati 6C-34 | 30    | +1:48,8    | 7      |
| 5   | 2  | Mario Tadini        | Scuderia Ferrari           | Alfa Romeo P3  | 29    | +1 krog    | 2      |
| 6   | 24 | Renato Dusio        | Scuderia Subalpina         | Maserati 8CM   | 29    | +1 krog    | 9      |
| Ods | 50 | Piero Taruffi       | Automobiles Ettore Bugatti | Bugatti T59    | 25    | Menjalnik  | 6      |
| Ods | 20 | Eugenio Siena       | Scuderia Subalpina         | Maserati 6C-34 |       |            | 8      |
| Ods | 10 | Carlo Felice Trossi | Scuderia Ferrari           | Alfa Romeo P3  |       | Bolezen    | 3      |